# Гановер (Нью-Мексико)
Гановер (англ. Hanover) — переписна місцевість (CDP) в США, в окрузі Грант штату Нью-Мексико. Населення — 144 особи (2020).

## Географія
Гановер розташований за координатами 32°48′53″ пн. ш. 108°5′23″ зх. д. / 32.81472° пн. ш. 108.08972° зх. д. (32.814827, -108.089691).  За даними Бюро перепису населення США в 2010 році переписна місцевість мала площу 3,62 км², уся площа — суходіл.

## Демографія
Згідно з переписом 2010 року, у переписній місцевості мешкало 167 осіб у 73 домогосподарствах у складі 48 родин. Густота населення становила 46 осіб/км².  Було 96 помешкань (27/км²).
Расовий склад населення:
| - 80,8 % — білих - 3,0 % — корінних американців - 11,4 % — осіб інших рас |

До двох чи більше рас належало 4,8 %. Частка іспаномовних становила 71,9 % від усіх жителів.
За віковим діапазоном населення розподілялося таким чином: 18,6 % — особи молодші 18 років, 62,2 % — особи у віці 18—64 років, 19,2 % — особи у віці 65 років та старші. Медіана віку мешканця становила 48,2 року. На 100 осіб жіночої статі у переписній місцевості припадало 106,2 чоловіків;  на 100 жінок у віці від 18 років та старших — 100,0 чоловіків також старших 18 років.
Цивільне працевлаштоване населення становило 60 осіб. Основні галузі зайнятості: освіта, охорона здоров'я та соціальна допомога — 81,7 %, публічна адміністрація — 18,3 %.